# أنقليس ثعباني بسيط
أنقليس ثعباني بسيط (الاسم العلمي: Myrophis microchir) هو نوع من الأسماك، يتبع فصيلة الأنقليس الثعباني.